# Отцелюбие римлянки

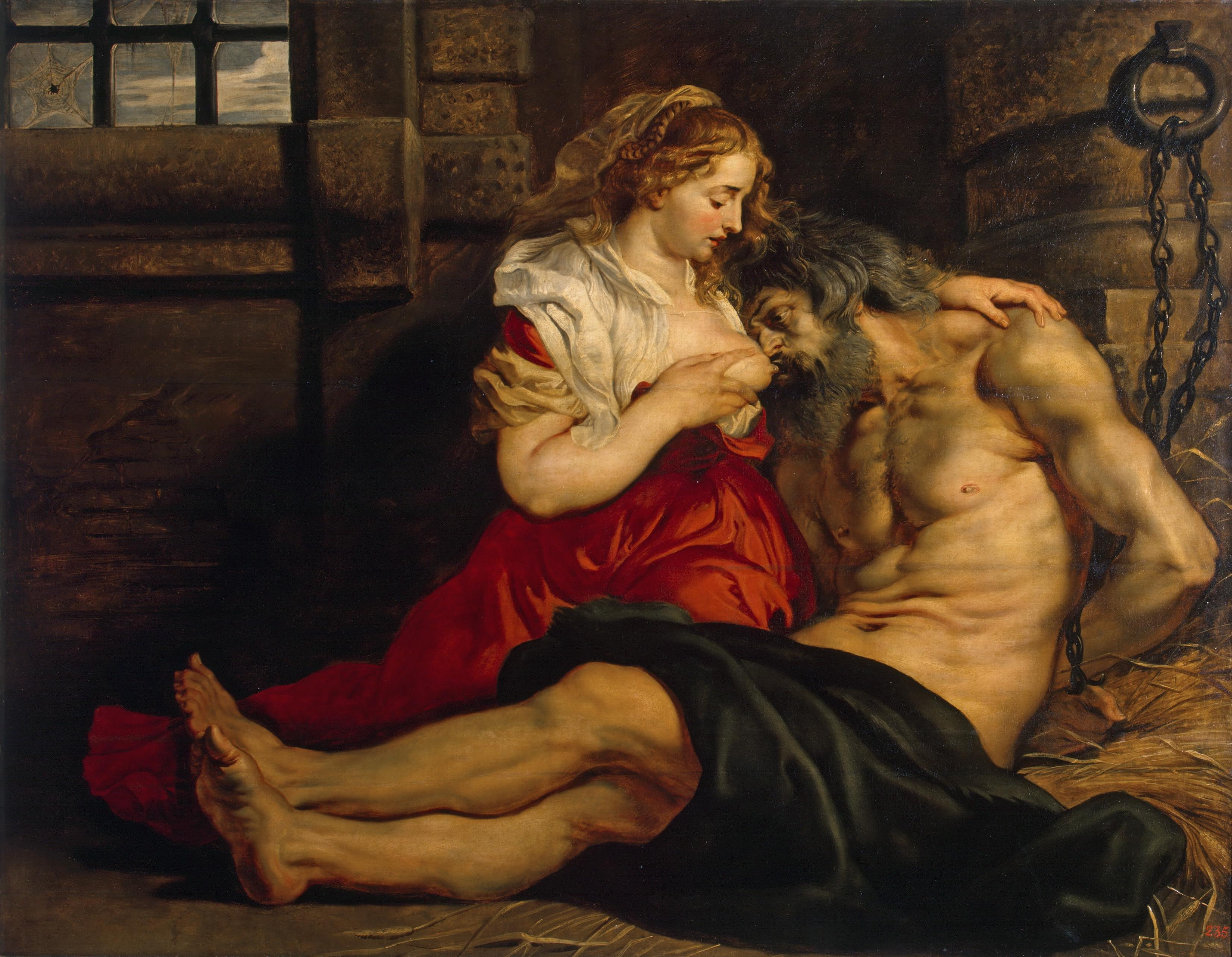
Картина Рубенса, около 1612 года.

«Отцелю́бие ри́млянки», Caritas Romana (с лат. — «милосердие по-римски», «римское милосердие»), «Цимон и Перо» — сюжет из древнеримской истории.

## История
Валерий Максим в сочинении Factorum ac dictorum memorabilium (V, 5.4.7) рассказывает о человеке по имени Цимон (Cimon) — старике, который ожидал казни в тюрьме и поэтому был оставлен умирать от голода. Тюремщик разрешил его дочери Перо (Pero) навестить отца, и из сострадания она накормила его своим молоком. Это так впечатлило официальных лиц, что старика помиловали.

То же и о любви к родителям девицы Перо думать должно. Которая отца своего Конона в подобном несчастии и равномерно содержавшегося в заключении, бывшего уже в глубочайшей старости, как младенца приложив к своей груди кормила.

Выше в тексте Валерия Максима приведен более подробный аналогичный эпизод, где фигурирует, наоборот, заключенная мать: «Некий претор передал триумвиру женщину благородных кровей, приговоренную перед трибуналом к смертной казни, чтобы в тюрьме привести приговор в исполнение. Страж сжалился над ней и отложил казнь. Более того, он даже позволил дочери этой женщины навещать её, но только после того, как старательно её осмотрел, чтобы она не принесла с собой ничего из еды, ибо надеялся, что узница просто умрет от голода. По прошествии нескольких дней, он спросил себя, отчего же она до сих пор жива. Проследив за ней более тщательно, он увидел, как дочь, обнажив грудь, утоляет своим молоком голод матери. Об увиденном он сообщил триумвиру, тот — претору, а претор — коллегии судей, и в результате женщину помиловали».
В Риме эта история считалась примером дочерней почтительности и римской чести. В храме богини Пиетас находилась фреска с изображением этой сцены. Также она имела параллели с этрусским мифом о кормлении Юноной Геркулеса.
В 1362 году история была пересказана Боккаччо, однако с заменой отца на мать.

## В живописи
Эта тема привлекала чаще всего художников XVI—XVIII веков Италии и Нидерландов.
Изображается интерьер тюремной камеры. Седой узник (обычно в кандалах) склоняется на коленях к дочери, которая вкладывает ему в рот свою обнаженную грудь. Тюремщик может смотреть на эту сцену через решетку, а палачи с мечами в руках — входить в камеру.

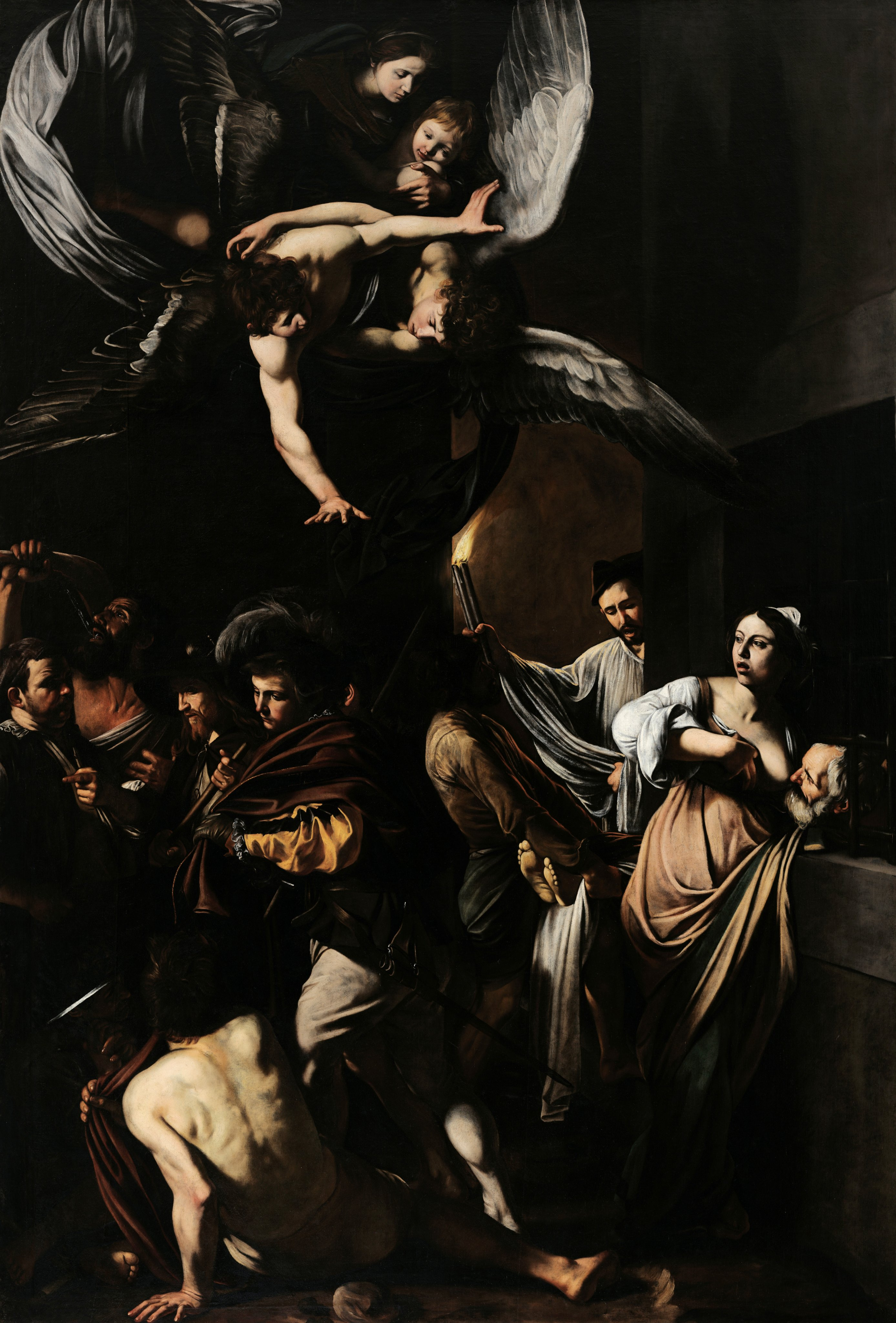
Караваджо. Семь деяний милосердия. 1607, холст, масло, 390 × 260 см, церковь Пио-Монте-делла-Мизерикордия, Неаполь, Италия

В работе «Семь деяний милосердия» итальянского художника Караваджо, написанной им в 1606—1607 годах по заказу церкви Пио-Монте-делла-Мизерикордия в Неаполе, представлена сложная композиция, объединяющая все деяния на одной картине. Сюжет Caritas Romana расположен справа — испуганно оглядываясь, женщина кормит грудью заключённого отца (1-е и 6-е деяния).
В эпоху барокко этот сюжет одновременно становился ещё и аллегорией юности и старости, причем с подчеркиванием сексуального момента. В неоклассицизме XVIII века эта тема трактуется как моральный пример дочерней любви — как и предполагалось изначально.
Мотив также был использован Джоном Стейнбеком в романе «Гроздья гнева».

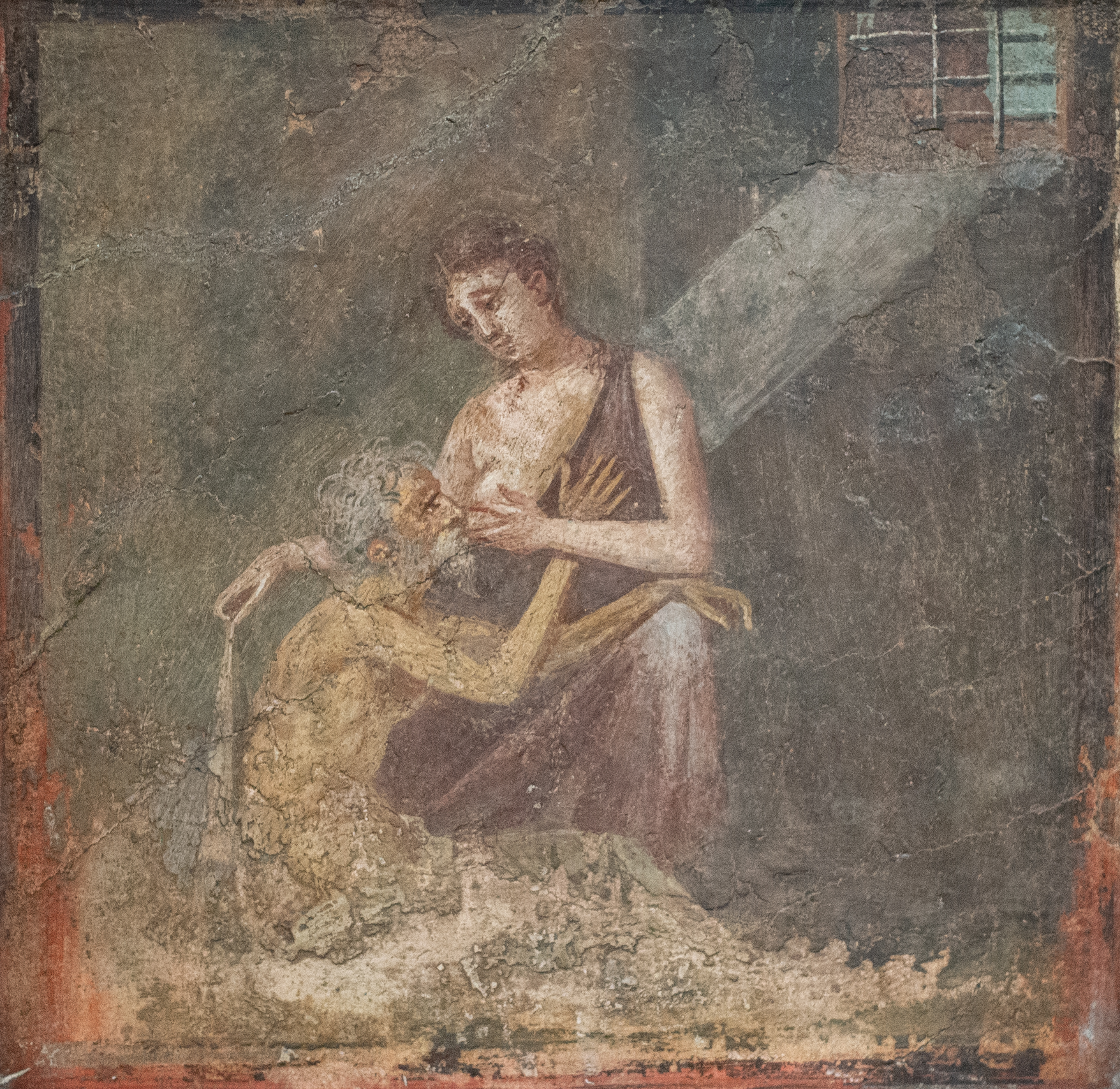
Римская фреска из Помпей
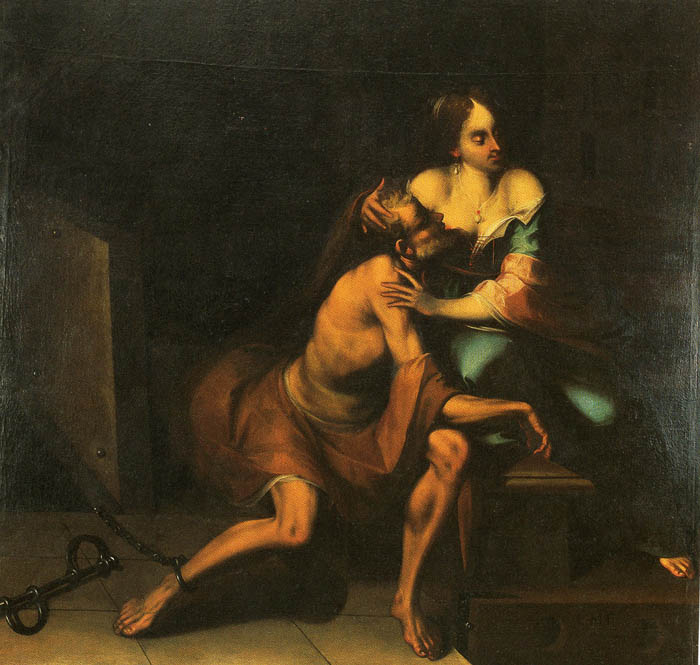
Педро Кармачо Фелизес[исп.]
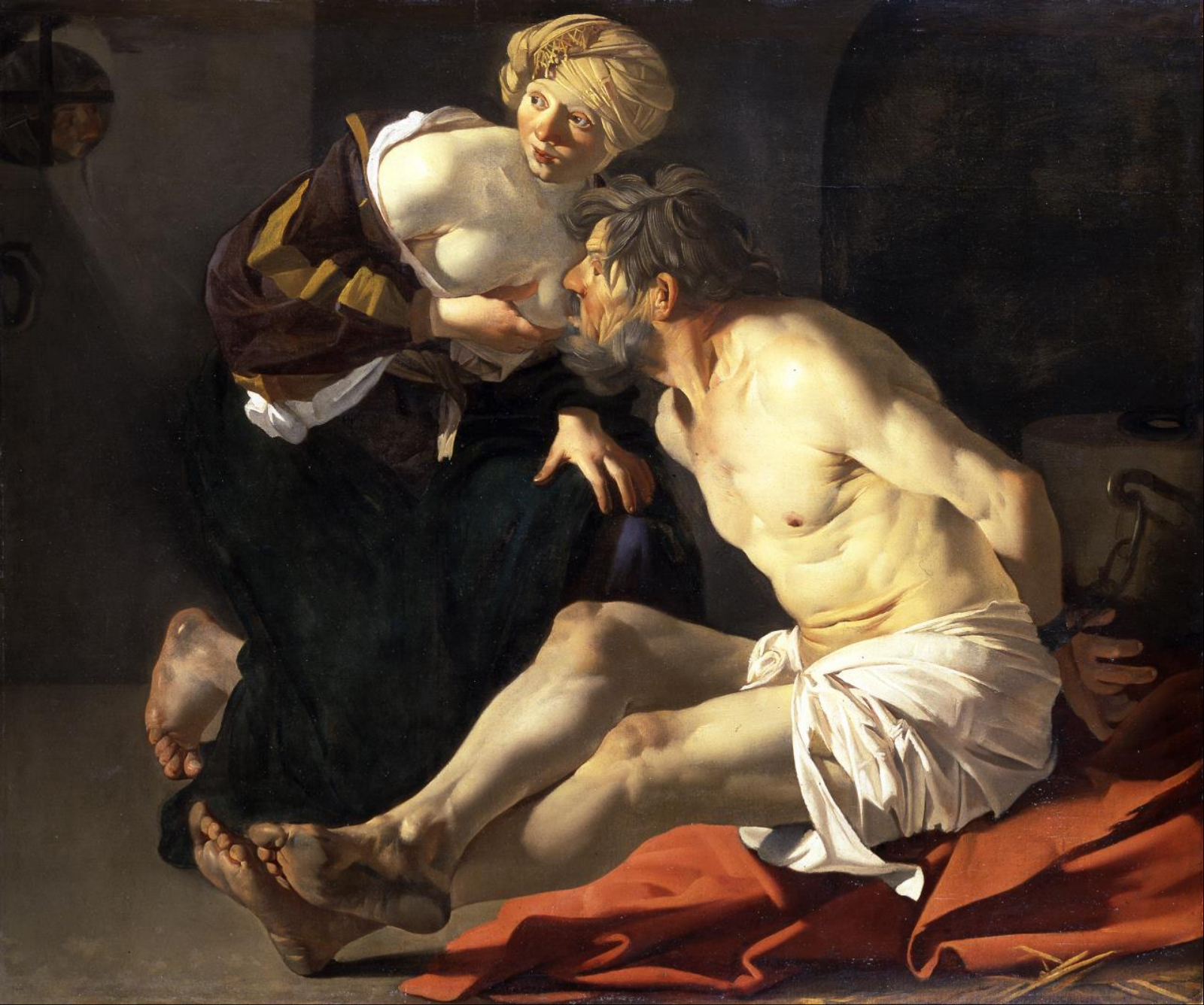
Дирк ван Бабюрен
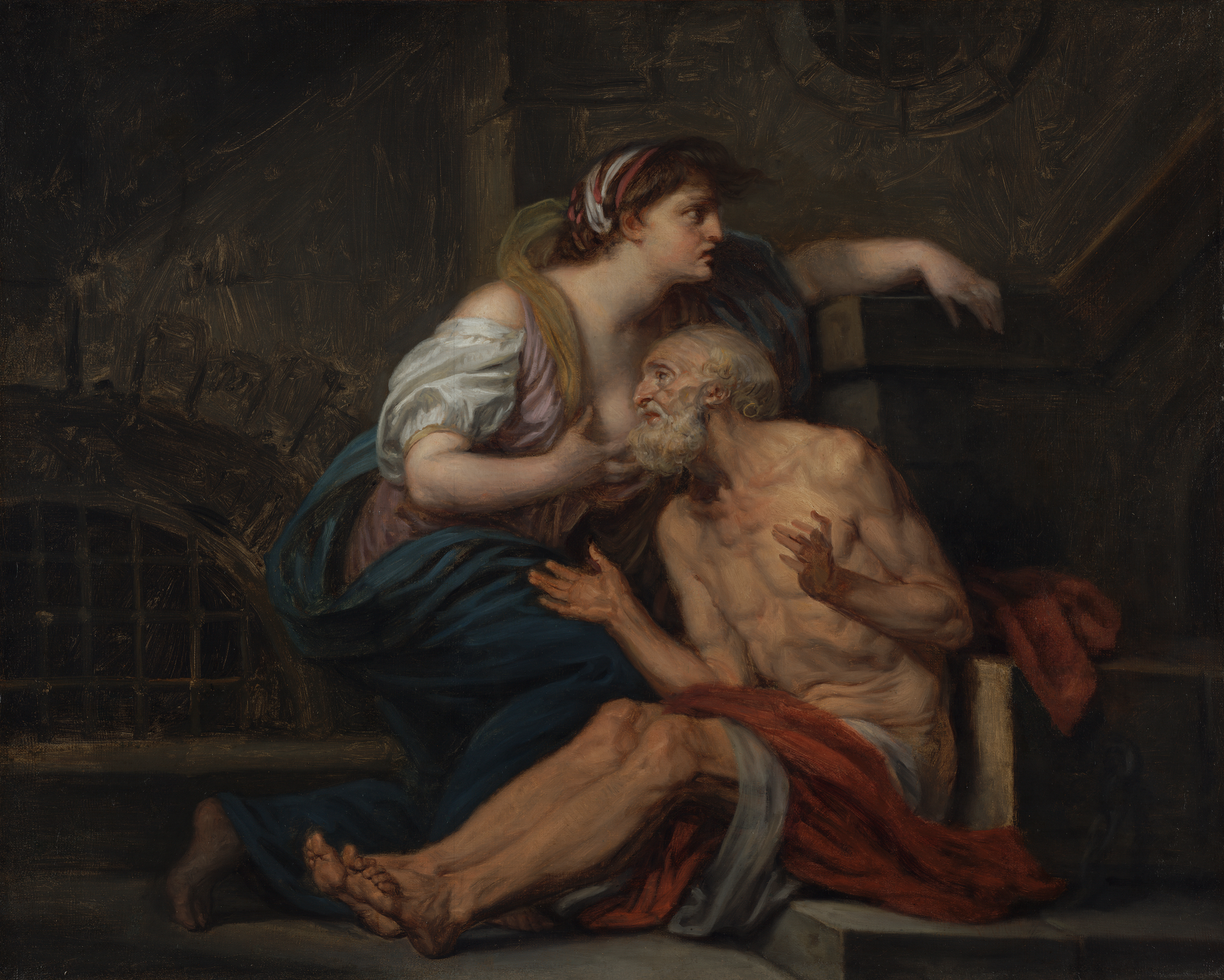
Жан-Батист Грёз

В полотне Яна Вермеера «Урок музыки» на втором плане картины также заметна на стене живопись на эту тему. 
Своего рода соцреалистическая интерпретация распространенного сюжета наблюдается в полотне Мая Вольфовича Данцига «Партизанская баллада» (1969).